# Teinostoma supravallatum
Teinostoma supravallatum är en snäckart som först beskrevs av Carpenter 1864.  Teinostoma supravallatum ingår i släktet Teinostoma och familjen Vitrinellidae.

## Underarter
Arten delas in i följande underarter:
- T. s. supravallatum
- T. s. invallatum